# 德特巴格冰原島峰
85°32′S 144°52′W / 85.533°S 144.867°W
德特巴格冰原島峰（英語：Dirtbag Nunatak）是南極洲的冰原島峰，位於瑪麗伯德地，處於曼克山西南面6公里，屬於哈洛德伯德山脈的一部分，海拔高度940米，美國地質調查局根據測量和該國海軍的空中照片繪入地圖，現時由南極條約體系管理。